# Diporiphora winneckei
Espèce
Diporiphora winneckei est une espèce de sauriens de la famille des Agamidae.

## Répartition
Cette espèce est endémique d'Australie. Elle se rencontre dans le sud du Territoire du Nord, dans le nord de l'Australie-Méridionale et dans le sud-ouest du Queensland.

## Taxinomie
Cette espèce a été redéfinie par Doughty, Kealley et Melville en 2012, les populations de l'Ouest de l'Australie ont été décrites sous les noms Diporiphora adductus, Diporiphora paraconvergens et Diporiphora vescus comme espèces nouvelles.

## Étymologie
Cette espèce est nommée en l'honneur de Charles Winnecke.

## Publication originale
- Lucas & Frost, 1896 : Reptilia. Report on the work of the Horn Scientific Expedition to Central Australia, vol. 2, p. 112-151.